# Alfonso IX de León
Alfonso IX de León (Zamora, 15 de agosto de 1171-Sarria, 24 de septiembre de 1230)fue rey de León desde 1188 hasta su muerte. Su hijo Fernando III el Santo acabaría uniendo en 1230 los reinos de León y de Castilla mediante la Concordia de Benavente, lo cual supondría el surgimiento de la Corona de Castilla.
Hijo de Fernando II y de Urraca de Portugal, tuvo dificultades para hacerse con el poder debido a las intrigas de su madrastra Urraca López de Haro, que aspiraba a entronizar a su propio hijo, el infante Sancho. A lo largo de su reinado tuvo numerosos conflictos y tensiones con su primo Alfonso VIII de Castilla. Debido a estos, estuvo ausente en la batalla de Las Navas de Tolosa, pese a lo cual realizó una gran actividad de reconquista, recuperando para la cristiandad las ciudades de Cáceres, en abril de 1229, Mérida y Badajoz, en la primavera de 1230, y en general toda la mitad oeste de la actual Extremadura.
Se casó primero con Teresa de Portugal, matrimonio que fue anulado por consanguinidad y después con Berenguela de Castilla, de quien tuvo al infante Fernando. Tras anularse también este matrimonio, Berenguela se llevó a su hijo a su tierra natal y logró convertirlo en rey de Castilla a la muerte de Enrique I en 1217. Debido a ello, padre e hijo se distanciaron y, al parecer, la animadversión de Alfonso IX hacia los castellanos le llevó a dejar el reino en manos de Sancha y Dulce, las hijas habidas con su primera esposa, Teresa de Portugal, en lugar de las de su primogénito. Sin embargo, la madre de Fernando negoció con Teresa de Portugal la entrega de una pensión vitalicia a Sancha y Dulce a cambio de sus derechos y Fernando —que había amenazado a sus medio-hermanas con atacar el reino si no se cumplían sus exigencias— sucedió a su padre como rey de León, uniendo ambas coronas con la llamada Concordia de Benavente.

## Acceso al trono e inicio del reinado
Cuando su padre falleció en enero de 1188, Alfonso IX, que entonces tenía dieciséis años, halló enormes dificultades para acceder a un trono que por derecho de nacimiento le pertenecía. Por una parte, se encontraba su madrastra Urraca López de Haro, la cual quería eliminarlo, pues pretendía que su hijo Sancho fuera el que heredara el reino, a pesar de haber nacido más tarde. Urraca argumentaba que Alfonso IX no tenía derecho al trono porque el matrimonio entre sus padres había sido anulado. A esto se le unía el deseo de los reinos vecinos de Portugal y Castilla de repartirse el reino de León. No obstante, todo se resolvió a favor de Alfonso IX, debido a que Urraca no consiguió apoyo a sus fines entre los leoneses.

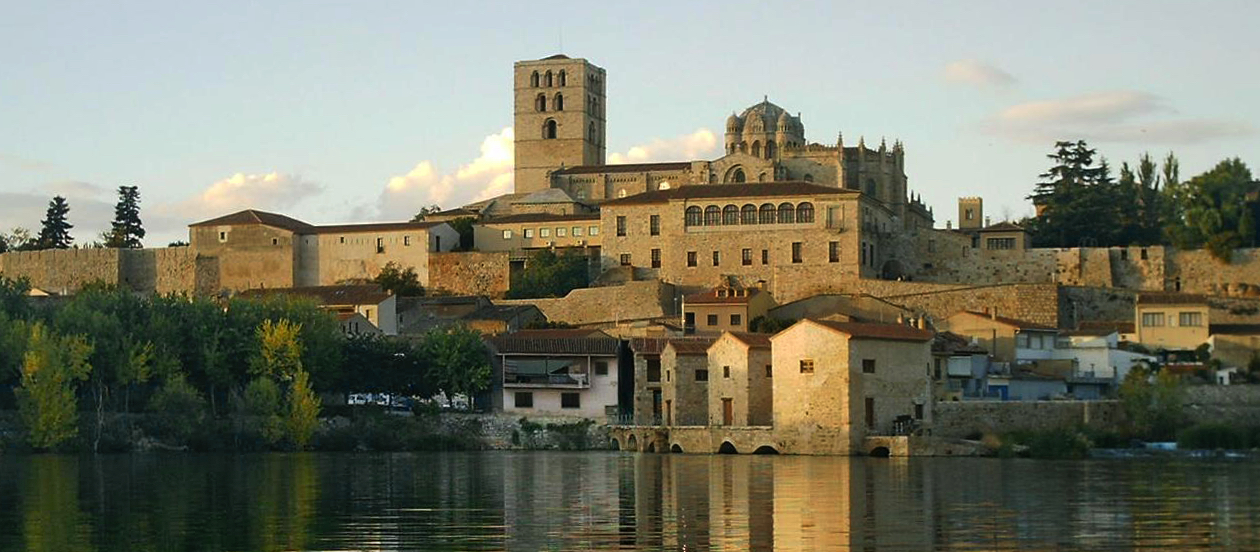
Zamora, ciudad de nacimiento de Alfonso IX.

El inicio del reinado fue sumamente complicado pues los portugueses y castellanos ambicionaban las tierras del reino de León por el este y por el oeste, mientras que los almohades suponían un gran peligro por el sur. Por si las amenazas extranjeras no bastaran, el nuevo monarca se encontró con que el reino estaba en bancarrota por la política que había llevado su padre durante su reinado. Con esta situación, el monarca, de dieciséis años, convocó las famosas Cortes de León de 1188  en las que fueron convocados por primera vez los representantes de las ciudades para intervenir en asuntos de Estado. Asistieron representantes de la nobleza, del clero y de las clases populares procedentes de León, Asturias y Extremadura, con lo que constituyeron las primeras Cortes representativas de Europa y del mundo.

### Cortes de León

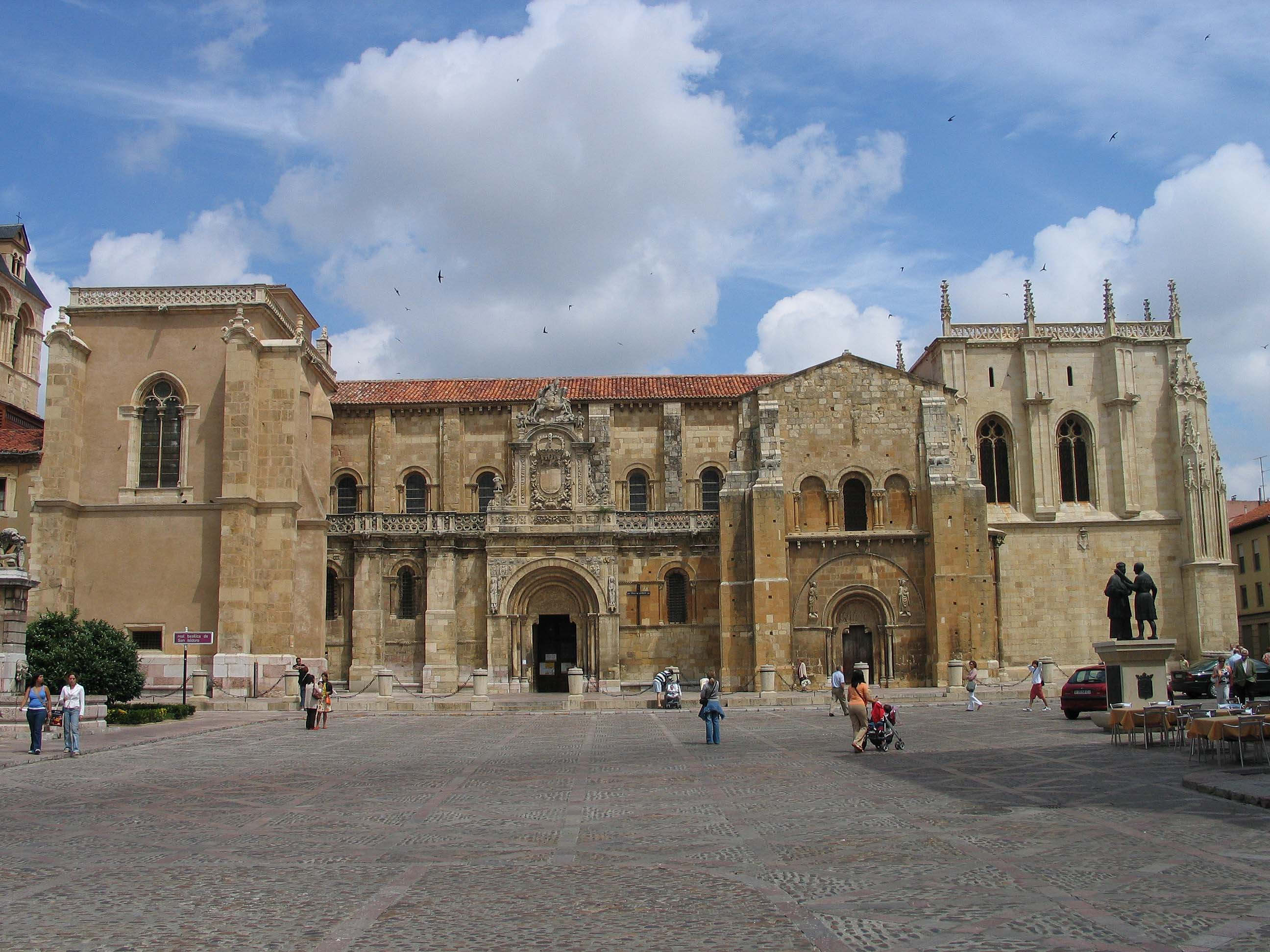
Las Cortes se reunieron en San Isidoro.

Las cortes fueron convocadas en la primavera de 1188, probablemente en la primera quincena de abril, ya que el 27 de este mismo mes Alfonso IX confirmaba al obispo de Oviedo todos sus privilegios. Las Cortes se reunieron en el claustro de San Isidoro bajo la presidencia del rey leonés. Estaban presentes todos los obispos del reino, incluyendo al arzobispo de Santiago de Compostela, que era la máxima autoridad religiosa del reino, además de los nobles y los representantes de las ciudades del reino de León, que por primera vez eran convocados a un acto de estas características. Las ciudades representadas eran León, Oviedo, Salamanca, Ciudad Rodrigo, Zamora y Astorga, incluyendo también otras como Toro, Benavente, Ledesma y algunas más.
El motivo por el cual se convocó a los representantes de las ciudades fue sin duda la acuciante necesidad de solventar la grave situación económica que sufría el reino. El hecho de que los habitantes de las ciudades gozaran de una gran prosperidad económica y de que la colaboración con la nobleza en este aspecto fuera demasiado complicada, motivó que rey llamase a los representantes de las ciudades para que asistieran a estas Cortes. Así, Alfonso IX consiguió, sin implicar a la nobleza, generar más recursos para el reino, recursos cada vez más necesarios por el creciente gasto que ocasionaban las guerras con los vecinos; a cambio se comprometió a mejorar la administración de justicia y eliminar los abusos de poder de la nobleza.

## Conflictos territoriales

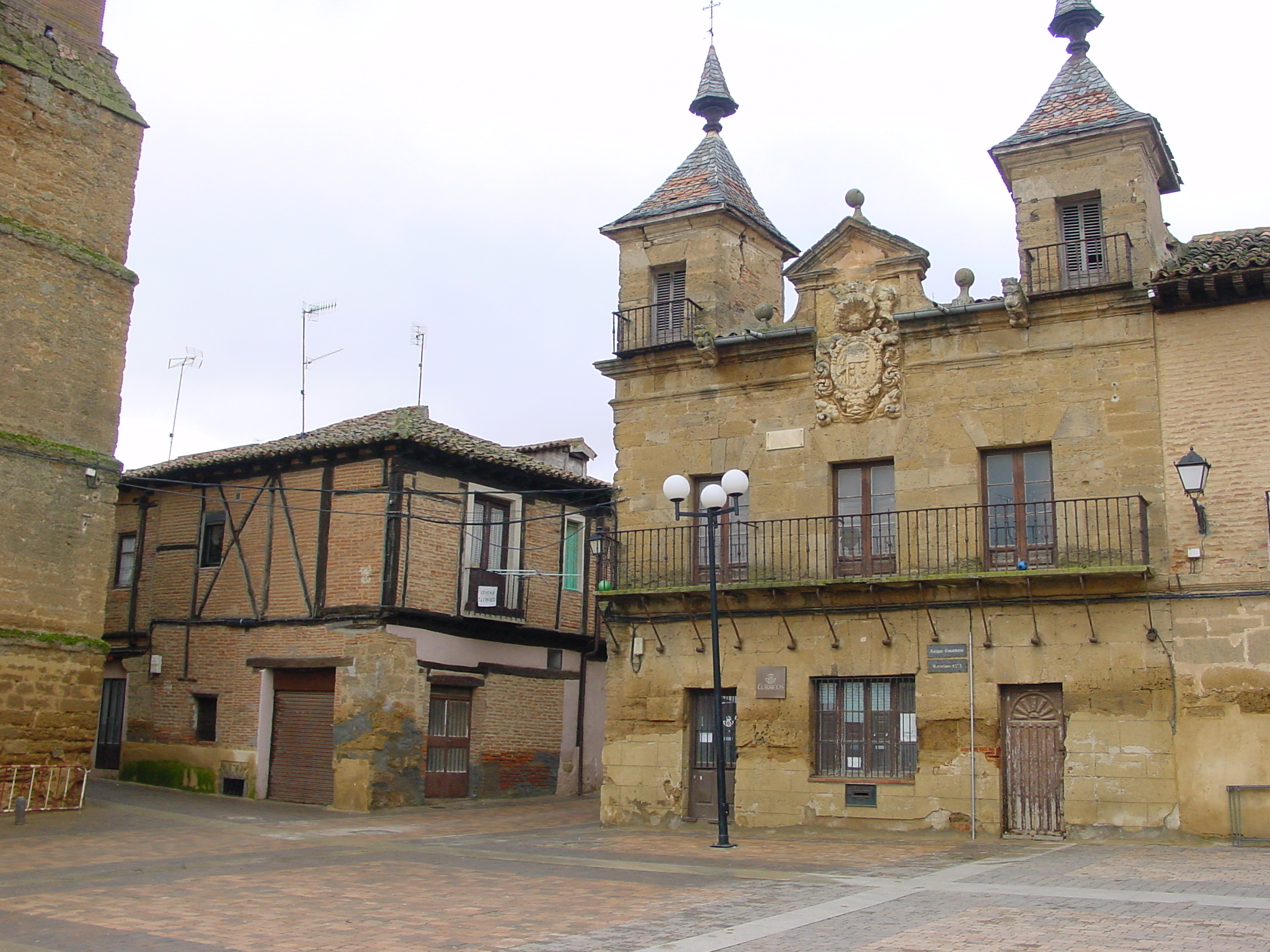
Valderas fue una de las plazas leonesas que usurpó Alfonso VIII en los inicios del reinado de Alfonso IX.

### Castilla
Recién coronado Alfonso IX, en junio de 1188 se reunió con su primo Alfonso VIII de Castilla en Carrión, con la intención de iniciar unas buenas relaciones con Castilla que permitieran una paz duradera. La reunión consistía en una ceremonia para investir a Alfonso IX caballero, y, como era costumbre en estos casos, Alfonso IX besó la mano del rey castellano, recibiendo por parte de este la espada y el cinturón propios de un caballero. En la misma ceremonia fue armado caballero el príncipe Conrado de Suabia, hijo del emperador Federico Barbarroja del Sacro Imperio Romano Germánico. El príncipe había venido con el objetivo de desposar a la infanta Berenguela, hija de Alfonso VIII, algo que no pudo hacer debido a la oposición de esta.
Alfonso VIII de Castilla, más tarde, rompiendo el pacto entró con sus tropas en territorio leonés y se apoderó de varias plazas que nunca habían pertenecido a Castilla, entre ellas, Valencia de Don Juan y Valderas. Comenzaron así las hostilidades con el reino de León, invadiendo unos territorios que marcarían la política exterior de Alfonso IX.
En 1211 Alfonso devolvió el castillo de Alcañices a los templarios.

### Portugal
Sancho I de Portugal al oeste penetró en territorio leonés con el mismo objeto que Castilla: apoderarse de las tierras del reino de León. Así, el reino se vio cercado entre dos frentes que amenazaban con su destrucción.

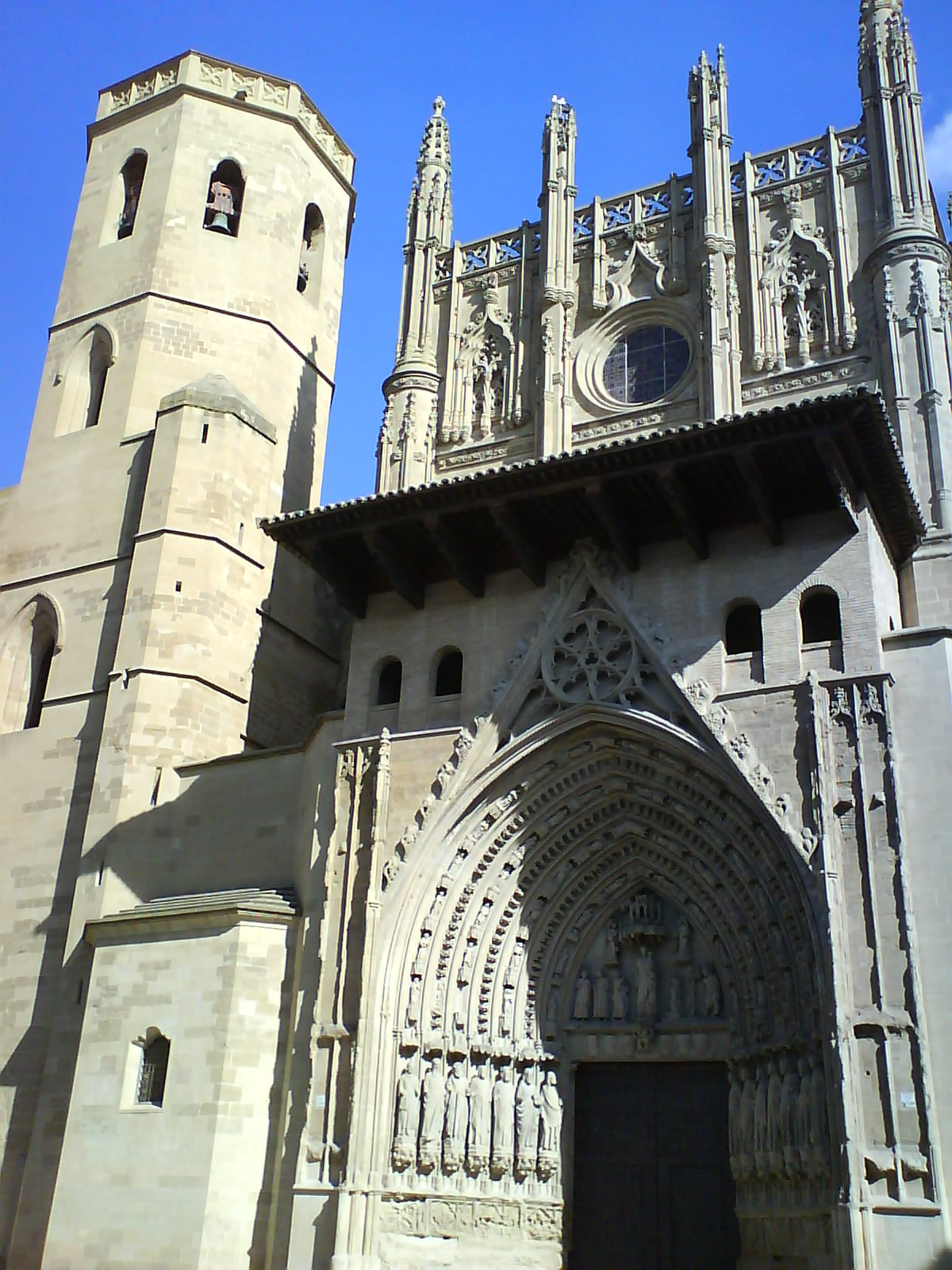
La liga de Huesca se fraguó en la ciudad del mismo nombre.

Alfonso IX, viendo la situación, se dio cuenta del grave peligro que corría su reino. De este modo, para encontrar una solución, utilizó la diplomacia y se puso de inmediato a buscar apoyos en Portugal. Primero se entrevistó con Sancho I de Portugal y concertó el matrimonio con la hija del rey, la infanta Teresa, que más tarde se llamaría Santa Teresa de Portugal. Como ambos eran nietos de Alfonso Enríquez, primer rey de Portugal, el matrimonio entre ambos estaba prohibido. No obstante, el matrimonio duró tres años, en los cuales tuvieron tres hijos: Dulce, Fernando y Sancha.
La boda, por los motivos citados, no agradó a algunos eclesiásticos, que tomando cartas en el asunto informaron al papa Celestino III, que había sido consagrado recientemente, el 14 de abril de 1191, siendo este uno de los primeros casos con los que inauguró el pontificado. Celestino se mostró implacable y tildó el matrimonio de incesto, pronunciando más tarde una sentencia de excomunión y entredicho. La excomunión afectaba a los reyes de León y de Portugal, mientras que el entredicho afectaba a ambos reinos.

### Liga de Huesca
En un tiempo convulso, el rey de Portugal propuso a su homólogo aragonés un pacto para defenderse de Castilla. El rey de Aragón, temeroso de Castilla, propuso al rey portugués que el pacto se extendiera al reino de Navarra y al reino de León. El pacto entre estos cuatro reinos, llamado la «Liga de Huesca», consistía en un compromiso por el cual ninguno de los monarcas firmantes entraría en guerra sin el mutuo consentimiento. Alfonso IX, por su parte, firmó el tratado por la poca confianza que tenía en Alfonso VIII, rey de Castilla, quien a pesar del convenio de Carrión seguía sin devolverle las plazas leonesas que aún retenía.

### Pacto con los almohades
En 1191, Alfonso IX, temeroso del peligro que suponía el gran poder de los almohades, firmó una tregua de cinco años ante la imposibilidad de enfrentarse a un enemigo tan peligroso. El papa Celestino III no tardó en reaccionar ante este pacto. De esta manera, excomulgó al rey de León para castigarle por su pacto con los almohades. E incluso hizo más: procedió a conceder las mismas gracias a aquellos que lucharan contra el reino de León que las que recibían los que participaban en las Cruzadas, dejando así relevados de obediencia al rey a los súbditos leoneses.
Así pues, Portugal, creyendo que el final del reino de León estaba cerca, aprovechó la oportunidad para atacar al reino, esperando, como años atrás, ampliar sus dominios a costa del reino de León. Invadió [[]] con ayuda de varios nobles gallegos, tomando Tuy y Pontevedra, poblaciones que pasaron de nuevo al reino de León más tarde.

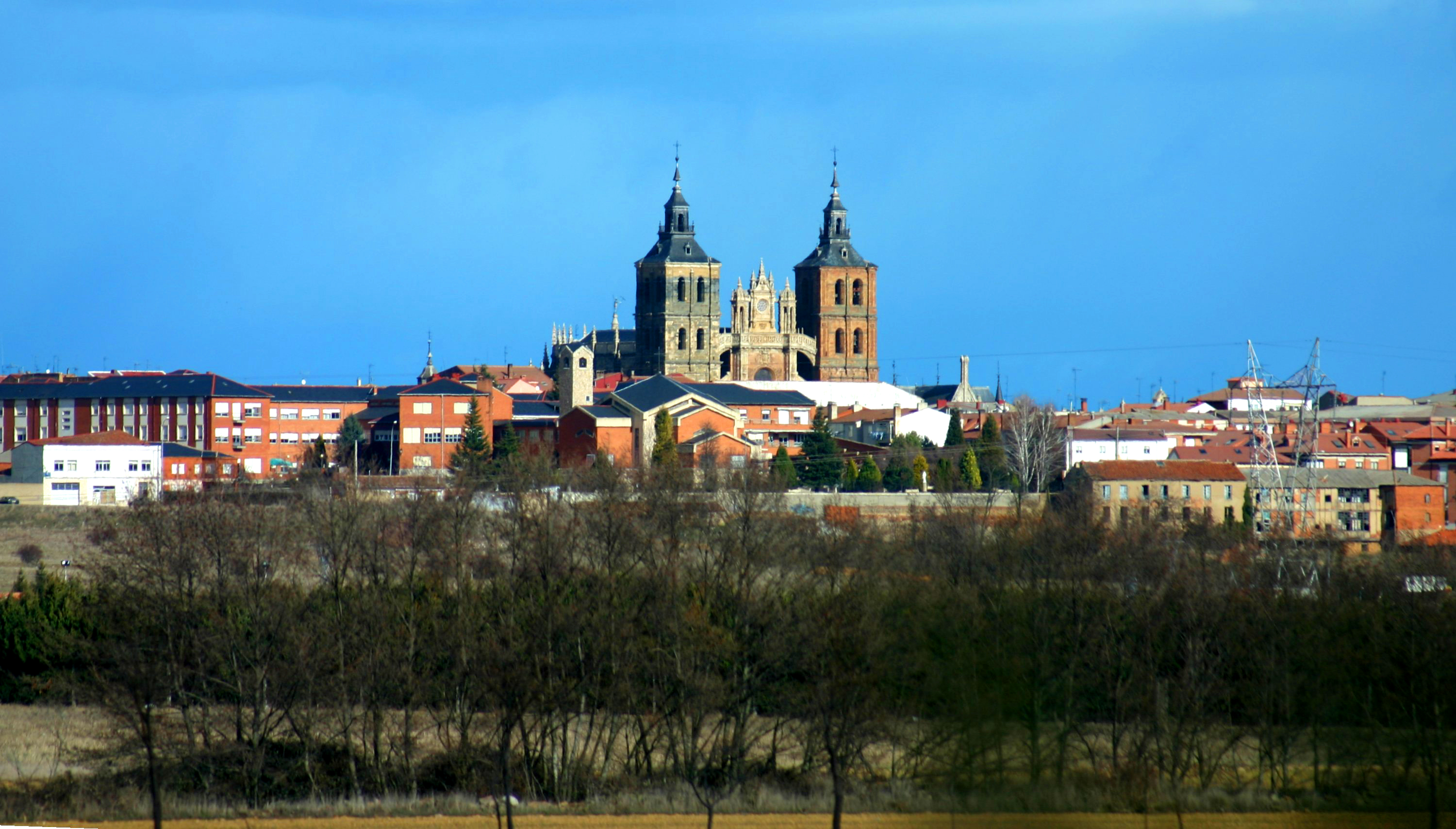
Astorga resistió los ataques de Alfonso VIII cuando intentó conquistarla.

Alfonso VIII de Castilla, por su parte, con la ayuda de Portugal y Aragón, aprovechó la bula para atacar también el reino de León. Penetró por el sur y atacó Benavente, fracasando en su conquista. Avanzó más tarde hacia el norte hasta Astorga, ciudad que también atacó fracasando en el intento de nuevo. Después de dejar un sendero de destrucción a su paso, llegó a las puertas de la ciudad de León, a la cual tan siquiera fue capaz de acceder, contentándose con la toma de Puente Castro, localidad cercana a la ciudad, tras varios días de brutales ataques. Después de ocupar esta localidad, el rey castellano saqueó y destruyó el barrio judío y su sinagoga, esclavizando a parte de sus moradores.
Cuando Alfonso IX recibió en 1195 ayuda de los árabes en forma de dinero y tropas, decidió contraatacar a Castilla, llegando hasta Carrión. De este modo y considerando Alfonso IX que se reparaba la humillación sufrida por el acto de besar la mano del monarca castellano y para confirmar la anulación de aquello, se hizo nombrar caballero nuevamente. Alfonso VIII de Castilla hizo también un pacto con los almohades para evitar males mayores.
El legado pontificio, conocedor de las malas relaciones entre los reinos de León y de Castilla, quiso mediar en el conflicto. Así, consiguió que ambos reyes se reunieran en Tordehumos, provincia de Valladolid, en donde se firmó un tratado de paz el 20 de abril de 1194, en el cual se obligaba al rey castellano a devolver de inmediato tres castillos leoneses (los de Alba, Luna y Portilla) y, a su muerte, todas las que Castilla había arrebatado a León tras fallecer Fernando II de León (Valderas, Bolaños, Villafrechós, Villarmentero, Siero de Riaño y Siero de Asturias). En el tratado, Alfonso IX se comprometió a casarse con Berenguela, hija mayor del rey de Castilla. La boda se celebró con gran esplendor en la iglesia de Santa María de Valladolid, a principios de diciembre de 1197.

### La derrota de Alarcos
El peligro que corrían los reinos cristianos desde el sur era evidente, y se veía con suma inquietud cualquier movimiento que llevaran a cabo los almohades. Era una prioridad eliminar de una vez por todas esta amenaza. Así, Alfonso VIII de Castilla pidió ayuda a Alfonso IX para eliminar esta amenaza, pero sin contemplar la devolución de las plazas leonesas que aún retenía en su poder. Entonces el monarca leonés le negó tal apoyo. Así esperaba derrotar solo a los almohades y no compartir su gloria con el monarca leonés. De esta manera, los ejércitos cristiano y musulmán se encontraron el 19 de julio de 1195 en Alarcos. La batalla terminó con una estrepitosa derrota del ejército cristiano.
Alfonso IX se encontraba muy cerca de la batalla cuando el rey castellano decidió atacar, pero no lo suficiente para que las tropas leonesas pudieran intervenir en el combate y hacer algo por derrotar a los musulmanes. No obstante, una vez consumada la derrota, Alfonso IX se citó en Toledo con su primo el rey castellano para demandarle que cumpliera el acuerdo y le devolviera las plazas leonesas en su poder. Alfonso VIII se negó y el rey leonés abandonó la reunión indignado.

### Las Navas de Tolosa

Sello de Alfonso IX de León.

Una vez más, los almohades representaban una amenaza que debía ser eliminada para asegurar la supervivencia de los reinos cristianos peninsulares. Ello motivó al arzobispo de Toledo, Rodrigo Jiménez de Rada, a informar al nuevo papa Inocencio III, quien inició unas gestiones. Con fecha 16 de febrero de 1212, el papa envió una bula al rey de Castilla para informarle de la conveniencia de iniciar una guerra contra los almohades. El monarca castellano contestó que haría una cruzada contra los mahometanos.
La iniciativa pasaba, pues, al reino de Castilla. El monarca castellano, que había sufrido la grave derrota de Alarcos, sabía que necesitaba la colaboración de los otros reinos cristianos de la península si quería salir victorioso en esta empresa. De esta forma, mientras Alfonso VIII se encontraba en Madrid preparando la batalla junto a su hijo, que moriría antes de que se librara la batalla, se enviaron mensajeros a Navarra, Aragón y León.
En Castilla, se temía el poderío del reino de León, ya que hacía poco había demostrado su poder derrotando a los portugueses en batalla. Y además, en la conciencia del rey castellano preocupaba el hecho de lo que haría el rey leonés para recuperar los territorios leoneses, que pese a todos los pactos, mantenía todavía en su poder. Temía que Alfonso IX pusiera como condición para participar en la batalla la devolución de todos los territorios usurpados, o que, en el caso de que el rey leonés no acudiera a la batalla, aprovecharía su ausencia para recuperarlos.
Por ello, Alfonso VIII pidió la mediación del papa, para evitar cualquier ataque leonés. Inocencio III accedió y amenazó con la excomunión a todo aquel que se atreviera a violar la paz mientras los castellanos luchaban contra los musulmanes. Este hecho contrasta con lo sucedido años atrás, cuando el mismo papa había obligado al monarca castellano, sin éxito, a devolver esos castillos a Alfonso IX. El rey de León, que ansiaba acudir a la batalla, convocó una Curia Regia que le recomendó que exigiera condiciones para participar en la campaña, y así, Alfonso IX respondió a su homólogo castellano que acudiría gustoso en cuanto se le devolvieran los territorios que le pertenecían.
Entretanto, Alfonso VIII de Castilla fijó en Toledo la reunión de las tropas como punto de partida. A las tropas castellanas se les unieron las de Aragón y Navarra, así como un gran número de caballeros franceses, italianos y de otros países europeos. A la batalla no acudieron los reyes de León ni de Portugal, pero permitieron que sus vasallos se incorporaran a la batalla. De este modo, muchos leoneses, asturianos y gallegos participaron en la batalla.
Tal como había temido Alfonso VIII, el rey leonés procedió a recuperar lo que era suyo. Para no violar el edicto del papa y evitar la excomunión, se dedicó a recuperar solo aquellas plazas que estaban dentro de las fronteras de León, evitando así el enfrentamiento en tierras castellanas. Cuando Alfonso VIII volvió de la batalla y se encontró con los hechos consumados, no pudo hacer nada. Es más, invitó a los reyes de León y de Portugal a firmar un tratado de paz, el cual se firmó en Coímbra. Hubo incluso un nuevo pacto en el cual Alfonso VIII devolvió las plazas leonesas de Peñafiel y Almanza a Alfonso IX.

## Reconquista

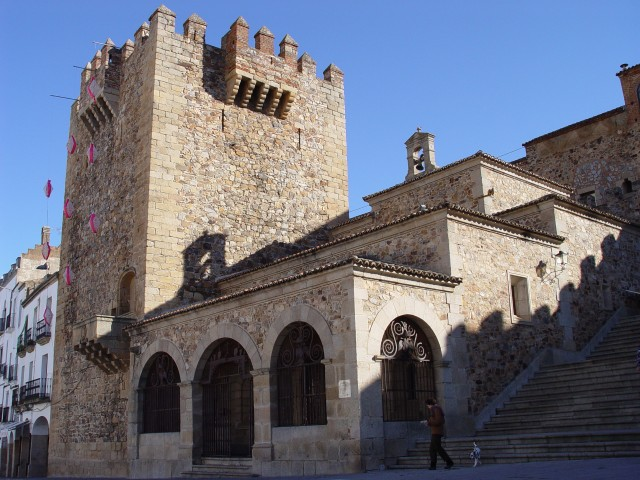
Después de varios intentos, Alfonso IX consiguió conquistar Cáceres en 1229.

Finalizadas las luchas con Castilla después de la muerte de Alfonso VIII, Alfonso IX reemprendió sus planes de reconquista. A fines de 1218 el monarca leonés organizó una expedición a tierras musulmanas, en la que participaron cruzados gascones y las Órdenes de Calatrava y Alcántara, con la intención de conquistar Cáceres; no obstante, la ciudad estaba bien defendida y, tras un asedio de tres meses y medio, los ejércitos cristianos tuvieron que retirarse.
En una segunda incursión a tierras musulmanas, Alfonso IX se encontró con un nuevo enemigo, el cual no era otro que Portugal, que ansiaba las mismas tierras que el monarca leonés quería para su reino. De esta manera, los portugueses atacaron a las tropas leonesas en Braga y Guimarães y fueron derrotados en ambas ocasiones. El 13 de junio de 1219, ambos reinos firmaron un nuevo tratado de paz para poner fin a las hostilidades. Después de estas victorias contra los portugueses, Alfonso IX realizó una incursión por tierras musulmanas hasta Sevilla, donde derrotó a los musulmanes y recogió un gran botín.
En 1221 los caballeros de la Orden de Alcántara lograron rendir la ciudad de Valencia de Alcántara, lo que daría un nuevo impulso a la reconquista leonesa. Al año siguiente, se volvió a intentar la toma de Cáceres, fracasando nuevamente. El rey volvió a asediar la ciudad en 1223, 1225 y 1226 (año en el que también se intentaría rendir Badajoz sin éxito), hasta que, finalmente, Cáceres cayó en abril de 1229.
La ciudad de Cáceres era la pieza clave en el frente musulmán. Esto, unido a la grave derrota infligida en 1230 al ejército de Ibn Hud que se dirigía a socorrer Mérida, tuvo como consecuencia la caída muchas ciudades extremeñas y el abandono de otras por parte de sus defensores andalusíes. Así, en 1230 serían conquistadas Mérida —tras largo asedio—, Badajoz, Elvas —las dos abandonadas por los defensores— y Baldala (actual Talavera la Real). Ese mismo año Montánchez fue entregada a la Orden de Santiago.
Después de esta campaña, Alfonso IX se dirigió a Santiago de Compostela a visitar al Apóstol Santiago, por el cual sentía gran devoción, para agradecerle su protección y ayuda en la reconquista. En el camino, enfermó gravemente en Villanueva de Sarria y falleció poco después, el 24 de septiembre de 1230. Fue enterrado en la catedral de Santiago, al lado de su padre, según se recogía en su testamento.

## Gestión del reino de León durante su reinado

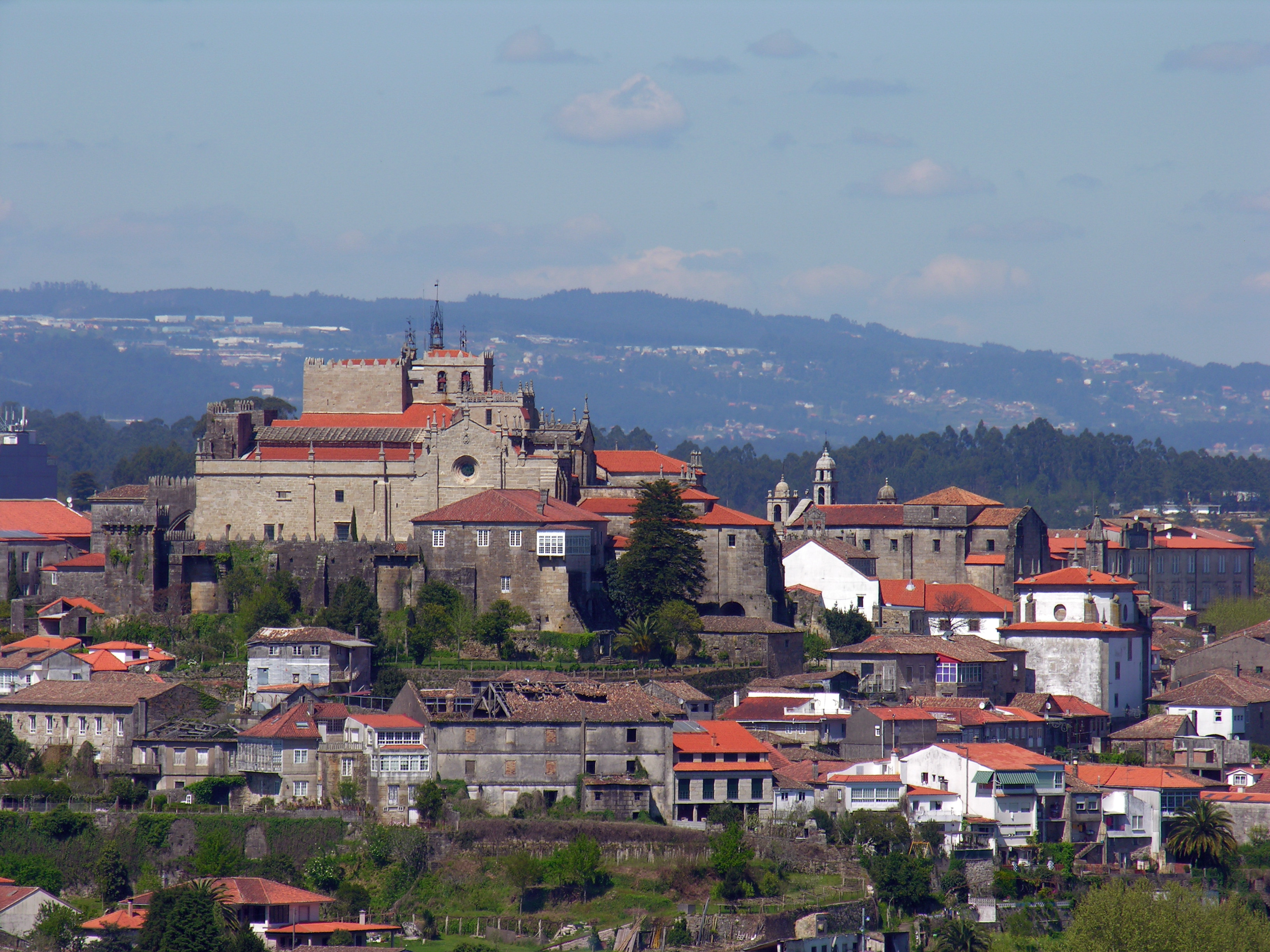
La ciudad de Tuy fue potenciada por Alfonso IX mediante la concesión de un Fuero.

### Repoblación
Alfonso IX aplicó una política de repoblación basada en el conocimiento de las actuaciones que sus predecesores habían hecho, eligiendo así la que había resultado más conveniente. Aplicó sobre todo técnicas parecidas a las que en su día siguieron Alfonso III y Ramiro II. No solo se dedicó a repoblar zonas nuevas, sino que también potenció las ya pobladas mediante Fueros para mejorar el gobierno y el desarrollo de las villas y ciudades del reino de León.
Concedió así fueros a Tuy, Lobera y Puentecaldelas y repobló Mellid, Monforte de Lemos y Villanueva de Sarria en Galicia. En Asturias concedió fueros a Llanes después de repoblarla y eximió del pago del portazgo a Oviedo desde Oviedo a León, además repobló Tineo. Por último, en León concedió fueros a Carracedelo, Villafranca del Bierzo, Bembibre, Laguna de Negrillos y a Puebla de Sanabria y repobló Villalpando.

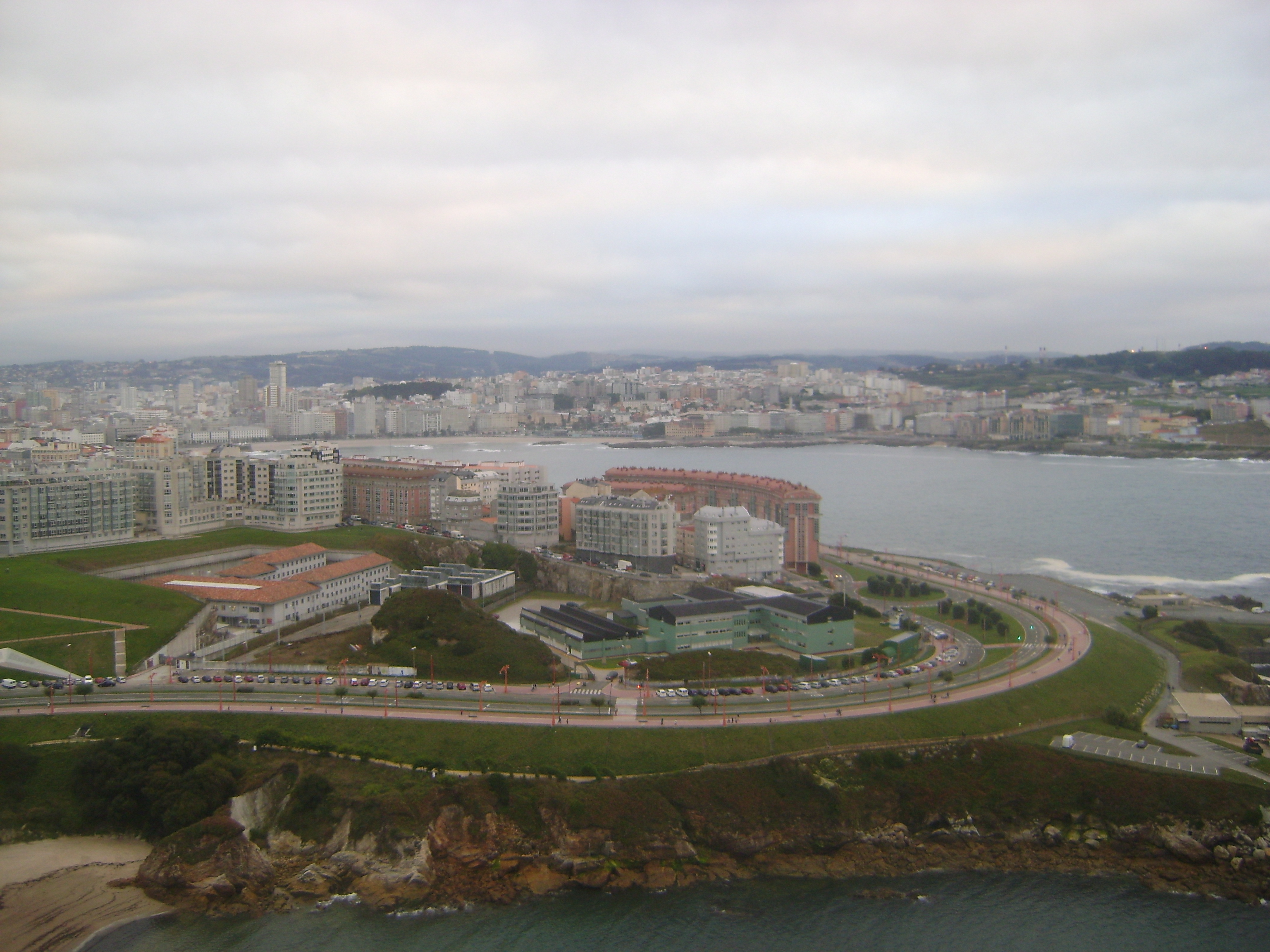
La Coruña fue refundada en 1208 por Alfonso IX.

También refundó La Coruña en 1208, trasladando a los habitantes de la cercana población de El Burgo hasta el actual emplazamiento de la Ciudad Vieja, reconstruyendo la urbe y otorgándole los privilegios del Fuero de Benavente. Así, La Coruña pasa a ser un enclave que depende directamente del rey, libre de vasallaje al clero o a los señores feudales que se repartían el resto del territorio galaico.

### Recursos económicos
La base de la economía del reino se basaba en la agricultura y la ganadería, y conocedor de esto, Alfonso IX promulgó varias leyes en el principio de su reinado para favorecer la actividad vitivinícola y la maderera, así como las vacas y otros animales de labor, con el fin de impulsar las actividades existentes y diversificar en cierto modo la economía del Reino. Durante su reinado, en la zonas húmedas del reino, como Asturias y Galicia, floreció la ganadería, mientras que en la zona del Duero hizo lo propio la agricultura.
La producción de cereal, bastante abundante en la zona del Duero, era insignificante en Asturias y Galicia, teniendo problemas estos territorios incluso para abastecer de trigo a las iglesias, las cuales lo necesitaban para hacer la consagración religiosa. Ante esta escasez, no es de extrañar que se considerara un gran lujo comer pan de trigo en dichos territorios, especialmente en las ciudades. La producción de cereales en todo el reino se ceñía sobre todo a trigo y centeno, aunque también se producían otros productos como hortalizas, lino y legumbres. Los animales empleados en la agricultura eran vacas y bueyes, sustituyéndose en las llanuras de Tierra de Campos por mulas, conocidas como bestias por los lugareños.
El vino se producía en todo el Reino; aun así, destacan algunos puntos de producción: la Comarca de Ribadavia en Orense, Villafranca en León, Toro en la provincia de Zamora y la Ribera de Duero y Tierra de Campos. La pesca también era un recurso importante en todo el reino, pues mucha gente se dedicaba a la pesca tanto de mar como de río.
En Asturias, la producción de manzana era enorme, y como normalmente había un gran excedente, este era usado para producir sidra. Alfonso IX llegó a sorprenderse cuando le comunicaron que varias comunidades monásticas asturianas cosechaban las manzanas para después elaborar sidra para todo el año.
Uno de los grandes logros de la gestión de Alfonso IX fue el acusado descenso del poder que ostentaban los nobles respecto a épocas anteriores y a otros Reinos, debido a la política seguida por el monarca leonés.

### La Universidad de Salamanca

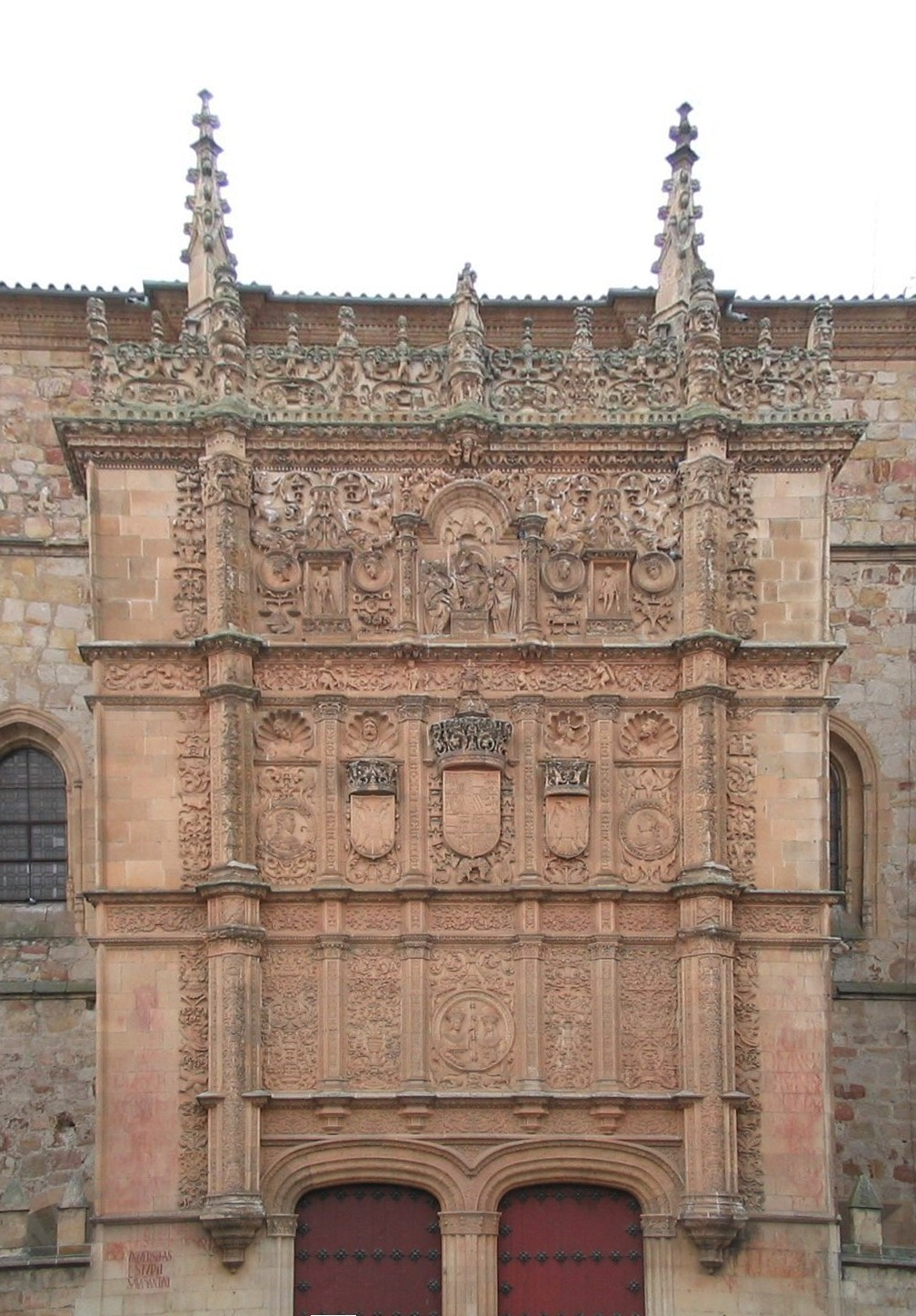
La Universidad de Salamanca debe su existencia al rey leonés.

Uno de los actos más importantes y destacables de Alfonso IX en el reino de León fue la creación del Estudio General de Salamanca, a partir de las escuelas catedralicias que ya llevaban funcionando casi un siglo. En aquellos tiempos eran normales las escuelas en las catedrales de los reinos de España.
En 1208, el obispo Tello Téllez de Meneses había creado un Estudio general en Palencia (que acabó convirtiéndose en Universidad en 1263, cuando estaba a punto de desaparecer), un estudio donde los leoneses tenían difícil acudir debido a los continuos choques entre León y Castilla. Por eso, Alfonso IX decidió, en 1218, crear otro Estudio General en Salamanca. Años más tarde, Fernando III le daría un gran impulso y Alfonso X de Castilla finalmente la convertiría en la primera universidad que, en Europa, ostentaba ese título, el 6 de mayo de 1254.

## El problema de la sucesión
La temprana muerte del infante Fernando, hijo de Alfonso IX con la reina Teresa, trastocó los planes del monarca leonés. Alfonso IX, que se había casado dos veces, tuvo dos hijos varones. Muerto el primero, quedaba otro, llamado también Fernando, que había tenido con la reina Berenguela. Su nombramiento como rey de Castilla cambió las cosas de nuevo.
Después de ello, Alfonso IX pensó en sus hijas, las infantas Sancha y Dulce, habidas de su primer matrimonio con la reina Teresa. Así pues, parece que tenía intención de hacer depositarias a su viuda y a sus hijas Sancha y Dulce de los derechos del reino, según se deduce de documentos posteriores a 1217. Actuaría como garante del testamento la Orden de Santiago, creada por los monarcas leoneses. En 1218, empero, el papa confirmó a Fernando III como heredero del reino. Sin embargo, Fernando III reclamó los derechos que decía tener por su condición de hijo del anterior matrimonio. Mientras las infantas fueron recibidas como soberanas en Zamora, Fernando entró en Toro, con el apoyo de parte del episcopado leonés; finalmente pactó una cuantiosa suma con sus hermanas para que renunciasen a sus posibles derechos en la llamada «Concordia de Benavente» (11 de diciembre de 1230), que puso fin al conflicto sucesorio. A cambio, estas reconocíeron el derecho de Fernando al trono leonés.

## Matrimonios y descendencia

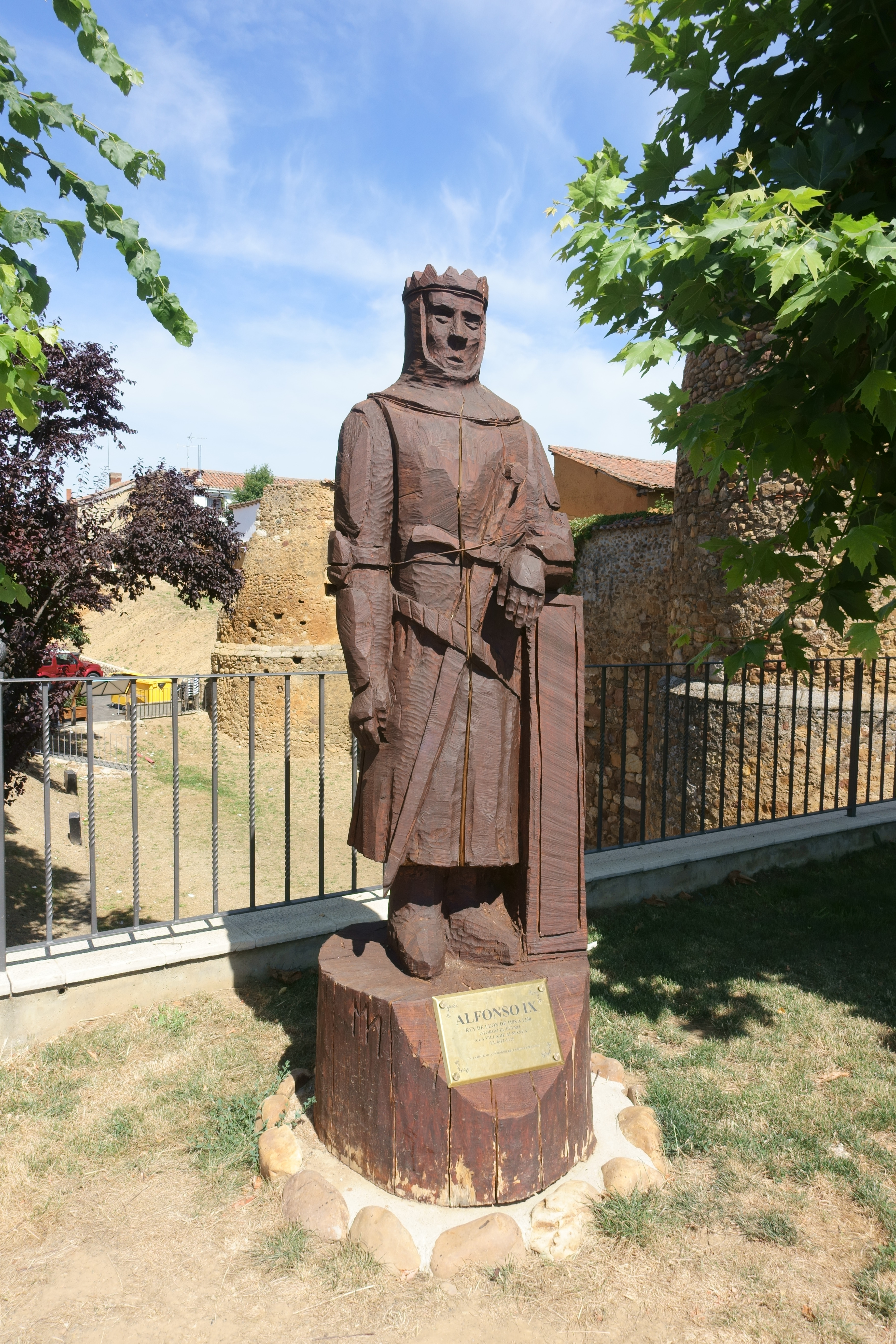
Escultura dedicada a Alfonso IX en Almanza.

Contrajo matrimonio por primera vez en 1191 en la ciudad de Guimarães con la infanta Teresa de Portugal, hija del rey Sancho I de Portugal y de la reina Dulce de Aragón. Entre 1191 y 1196, año en que el matrimonio fue disuelto por razones de parentesco, nacieron tres hijos:
- Sancha (1191-antes de 1243)[19]
- Fernando (1192/1193-agosto de 1214).[20][21]
- Dulce (1193/1194-1248).[22]

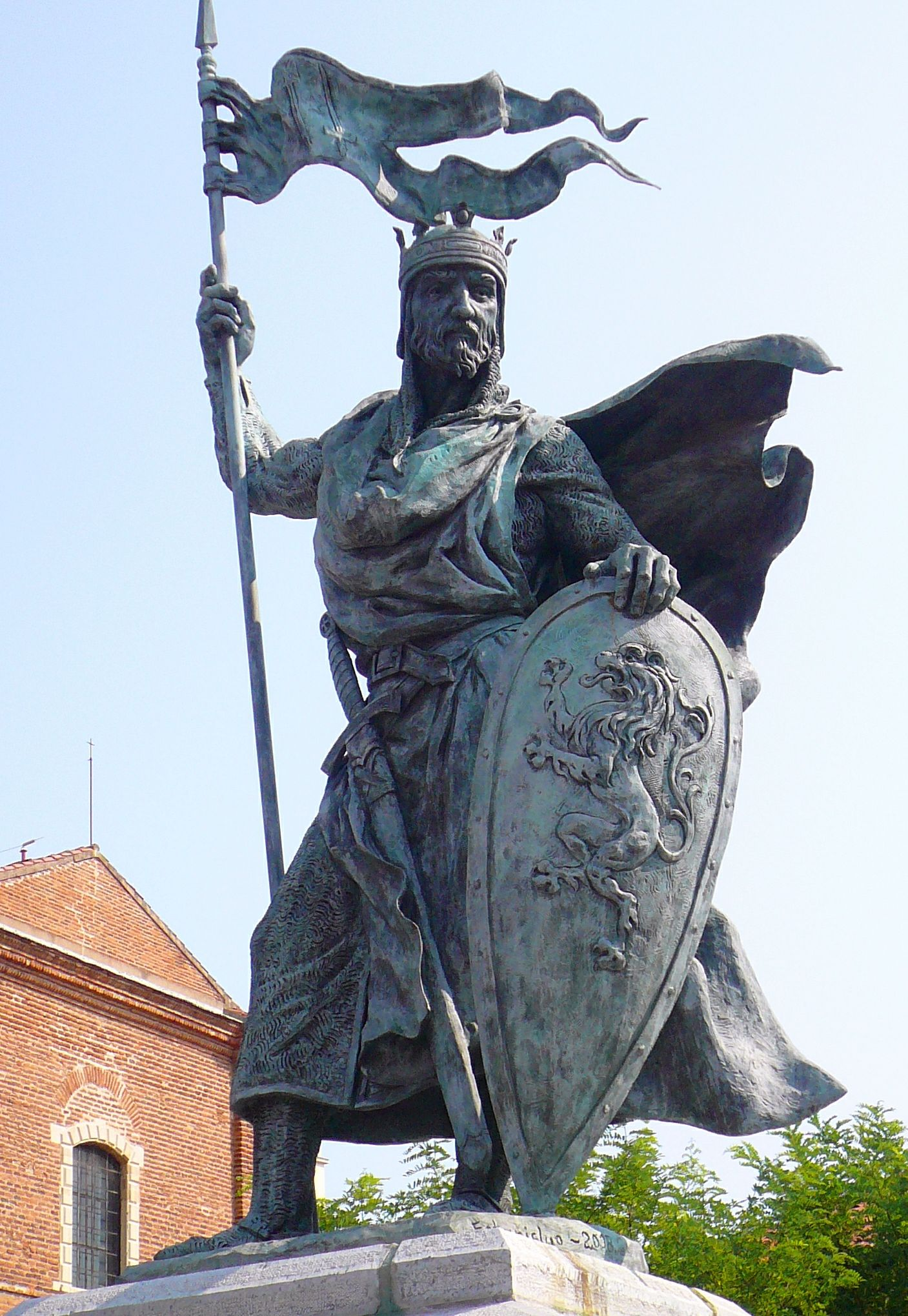
Escultura de Alfonso IX en León.

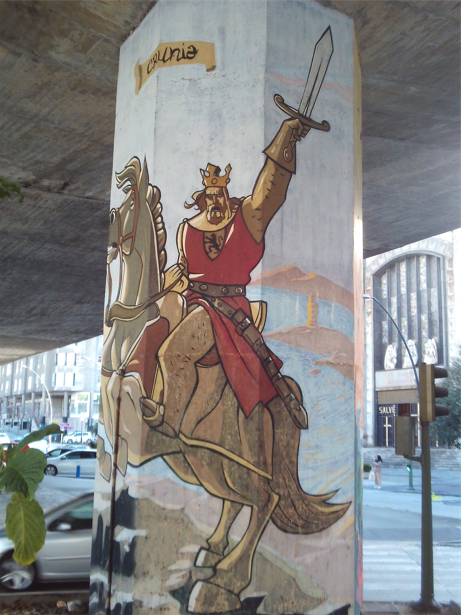
Grafiti de Alfonso IX en La Coruña, ciudad que refundó

En diciembre de 1197 se casó en la iglesia de Santa María de Valladolid con la infanta Berenguela de Castilla, hija del rey Alfonso VIII y de la reina Leonor Plantagenet. De este matrimonio nacieron cinco hijos:
- Leonor (m. 1202).[23]
- Constanza (1200-1242), religiosa en el Monasterio de las Huelgas de Burgos.[23]
- Fernando III (1199/1201-1252). Ocupó el trono castellano en 1217, a la muerte de Enrique I, y el trono leonés en 1230, a la muerte de su padre.[23]
- Alfonso de Molina (1202-1272). Señor de Molina y Mesa por su primer matrimonio con Mafalda González de Lara.[23]
- Berenguela (m. 1235). Contrajo matrimonio en 1224 con Juan de Brienne, rey-regente de Jerusalén[23] posteriormente regente del Imperio Latino de Constantinopla.

Después de la anulación de su primer matrimonio y antes de casar con Berenguela, el rey Alfonso tuvo una relación amorosa, que duró unos dos años, con Inés Íñiguez de Mendoza —hija de Íñigo López de Mendoza y de su esposa María García— con quien tuvo una hija nacida alrededor de 1197:
- Urraca Alfonso de León, señora consorte de Vizcaya por su matrimonio con Lope Díaz II de Haro.[25]

Tuvo otra relación con una noble gallega, Estefanía Pérez de Faiam, a quien en 1211 el rey donó un realengo en tierras orensanas donde su familia, según se desprende de su testamento datado en 1250, tenía muchas propiedades así como en el norte de Portugal. Era hija de Pedro Menéndez Faiam, quien confirmó varios documentos reales otorgados por el rey Alfonso IX, y nieta de Menendo Faiam, quien también roboró varios diplomas reales del rey Fernando II emitidos en Galicia a partir de 1155. Estefanía contrajo matrimonio después de su relación con el rey con Rodrigo Suárez de quien tuvo descendencia. En su testamento mandó ser enterrada en el monasterio de Fiães en el norte de Portugal en la ribera del Miño.
Alfonso IX y Estefanía fueron padres de:
- Fernando Alfonso de León (n. 1211),[26] fallecido en su juventud.

Según el historiador y medievalista Julio González, después de su relación con Estefanía, el rey tuvo una amante salmantina de origen desconocido llamada Maura de quien tuvo a:
- Fernando Alfonso de León (m. 1285). Fue deán de la catedral de Santiago de Compostela,[28] arcediano de la catedral de Salamanca y canónigo de la catedral de León.

De su relación entre 1214 y 1218 con la noble portuguesa Aldonza Martínez de Silva, hija de Martín Gómez de Silva, señor de Silva, y de su esposa Urraca Rodríguez, nacieron tres hijos:
- Rodrigo Alfonso de León (m. después de 1268), señor de Aliger y Castro del Río y adelantado mayor de la frontera de Andalucía, contrajo matrimonio con Inés Rodríguez, hija de Rodrigo Fernández de Valduerna "el Feo",[30] señor de Cabrera y Ribera y alférez del rey Alfonso IX.
- Aldonza Alfonso de León (m. 1266). Contrajo matrimonio con el conde Pedro Ponce de Cabrera,[31][d] hijo del conde Ponce Vela de Cabrera y la condesa Teresa Rodríguez Girón.
- Teresa Alfonso de León. Contrajo matrimonio con Nuño González de Lara "el Bueno",[33] señor de la Casa de Lara.[e]

La relación más duradera del rey Alfonso IX, que comenzó en 1218 y duró hasta su muerte en 1230, fue con Teresa Gil de Soverosa. Miembro de la nobleza portuguesa, Teresa era hija de Gil Vázquez de Soverosa y de María Aires de Fornelos. Fueron padres de cuatro hijos, todos ellos nacidos entre 1218, el año que comenzó la relación, y 1230, el año en que murió el rey:
- Sancha Alfonso de León (m. 1270). Contrajo matrimonio con Simón Ruiz de los Cameros, señor de los Cameros[40] e hijo de Rodrigo Díaz de los Cameros y de Aldonza Díaz de Haro. Posteriormente profesó como religiosa en el convento de Santa Eufemia de Cozuelos de Ojeda que había fundado.[40]
- María Alfonso de León (m. después de julio de 1275).[f] Contrajo un primer matrimonio con Álvaro Fernández de Lara. Según el conde de Barcelos, después de enviudar, María fue concubina de su sobrino el rey Alfonso X de Castilla de quien tuvo una hija llamada Berenguela  y posteriormente se casó en segundas nupcias con Suero Arias de Valladares.[40][41]
- Martín Alfonso de León (c. 1220-1272), esposo de María Méndez de Sousa, fundadores del monasterio de Sancti Spiritus en Salamanca. No hubo descendencia de este matrimonio.[42]
- Urraca Alfonso de León (m. después de 1280). Según el el conde de Barcelos, Urraca contrajo matrimonio por primera vez con Romeo García de Aragón,[43] señor de Tormos, Pradilla y El Frago, y posteriormente con Pedro Núñez de Guzmán,[40] adelantado mayor de Castilla, hijo de Guillén Pérez de Guzmán y de su esposa María González Girón,[44] y tío de Beatriz de Castilla, reina consorte de Portugal, como hermano de Mayor Guillén de Guzmán.[45]

Aunque se le ha atribuido otro hijo al rey Alfonso IX llamado Pedro Alfonso de León, lo cierto es que, a diferencia de los otros hijos del rey que están documentados, este no figura entre su prole ni consta en la documentación que fuese maestre de la Orden de Santiago.

## Muerte y sepultura

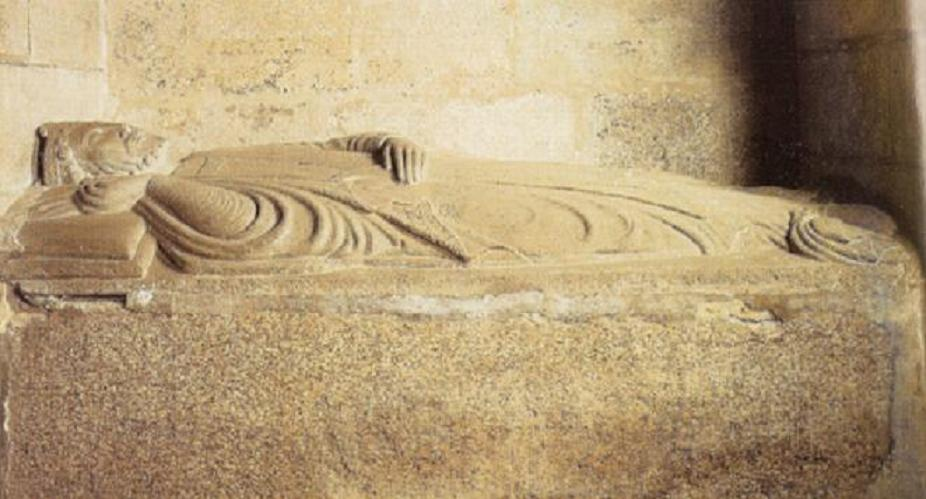
Sepulcro de Alfonso IX de León. Catedral de Santiago de Compostela.

Alfonso IX de León falleció en el municipio gallego de Sarria el 24 de septiembre de 1230, a los cincuenta y nueve años de edad, cuando realizaba una peregrinación a Santiago de Compostela.
Fue sepultado en la catedral de Santiago de Compostela, donde había sido enterrado su padre, el rey Fernando II. El sepulcro del rey Alfonso se encuentra colocado en la Capilla de las Reliquias de la catedral, donde se halla el Panteón Real de la seo compostelana. Sobre un sepulcro de piedra liso se halla colocada la estatua yacente que representa al difunto rey, que aparece ataviado con túnica y manto, ceñida la frente con corona real, y su cabeza aparece representada con cabello rizado y con barba, hallándose el brazo derecho del soberano levantado y colocado a la altura de su cabeza, mientras que su mano izquierda reposa sobre su pecho. La estatua yacente del rey es similar a la de su padre, el rey Fernando II de León, lo que ha llevado a numerosos historiadores a dudar sobre cuál de los dos sepulcros asignar a cada uno de los dos monarcas.

## Genealogía
| \| \| \| \| \| \| \| \| \| \| \| \| \| \| \| \| \| \| \| \| 16. Guillermo I de Borgoña \| \| \| \| \| \| \| \| \| \| \| \| \| \| \| \| \| \| \| \| \| \| \| \| \| \| \| \| \| \| \| \| \| \| \| \| \| \| \| \| \| \| \| \| \| \| \| \| \| \| \| \| \| \| 8. Raimundo de Borgoña \| \| \| \| \| \| \| \| \| \| \| \| \| \| \| \| \| \| \| \| \| \| \| \| \| \| \| \| \| \| \| \| \| \| \| \| \| \| \| \| \| \| \| \| \| \| \| \| \| \| \| \| \| \| 17. Estefanía de Borgoña \| \| \| \| \| \| \| \| \| \| \| \| \| \| \| \| \| \| \| \| \| \| \| \| \| \| \| \| \| \| \| \| \| \| \| \| \| \| \| \| \| \| \| \| \| \| \| \| \| \| \| \| \| \| 4. Alfonso VII de León \| \| \| \| \| \| \| \| \| \| \| \| \| \| \| \| \| \| \| \| \| \| \| \| \| \| \| \| \| \| \| \| \| \| \| \| \| \| \| \| \| \| \| \| \| \| \| \| \| \| \| \| \| \| 18. Alfonso VI de León \| \| \| \| \| \| \| \| \| \| \| \| \| \| \| \| \| \| \| \| \| \| \| \| \| \| \| \| \| \| \| \| \| \| \| \| \| \| \| \| \| \| \| \| \| \| \| \| \| \| \| \| \| \| 9. Urraca I de León \| \| \| \| \| \| \| \| \| \| \| \| \| \| \| \| \| \| \| \| \| \| \| \| \| \| \| \| \| \| \| \| \| \| \| \| \| \| \| \| \| \| \| \| \| \| \| \| \| \| \| \| \| \| 19. Constanza de Borgoña \| \| \| \| \| \| \| \| \| \| \| \| \| \| \| \| \| \| \| \| \| \| \| \| \| \| \| \| \| \| \| \| \| \| \| \| \| \| \| \| \| \| \| \| \| \| \| \| \| \| \| \| \| \| 2. Fernando II de León \| \| \| \| \| \| \| \| \| \| \| \| \| \| \| \| \| \| \| \| \| \| \| \| \| \| \| \| \| \| \| \| \| \| \| \| \| \| \| \| \| \| \| \| \| \| \| \| \| \| \| \| \| \| 20. Ramón Berenguer II de Barcelona \| \| \| \| \| \| \| \| \| \| \| \| \| \| \| \| \| \| \| \| \| \| \| \| \| \| \| \| \| \| \| \| \| \| \| \| \| \| \| \| \| \| \| \| \| \| \| \| \| \| \| \| \| \| 10. Ramón Berenguer III de Barcelona \| \| \| \| \| \| \| \| \| \| \| \| \| \| \| \| \| \| \| \| \| \| \| \| \| \| \| \| \| \| \| \| \| \| \| \| \| \| \| \| \| \| \| \| \| \| \| \| \| \| \| \| \| \| 21. Mafalda de Apulia \| \| \| \| \| \| \| \| \| \| \| \| \| \| \| \| \| \| \| \| \| \| \| \| \| \| \| \| \| \| \| \| \| \| \| \| \| \| \| \| \| \| \| \| \| \| \| \| \| \| \| \| \| \| 5. Berenguela de Barcelona \| \| \| \| \| \| \| \| \| \| \| \| \| \| \| \| \| \| \| \| \| \| \| \| \| \| \| \| \| \| \| \| \| \| \| \| \| \| \| \| \| \| \| \| \| \| \| \| \| \| \| \| \| \| 22. Gilberto I de Gévaudan \| \| \| \| \| \| \| \| \| \| \| \| \| \| \| \| \| \| \| \| \| \| \| \| \| \| \| \| \| \| \| \| \| \| \| \| \| \| \| \| \| \| \| \| \| \| \| \| \| \| \| \| \| \| 11. Dulce de Provenza \| \| \| \| \| \| \| \| \| \| \| \| \| \| \| \| \| \| \| \| \| \| \| \| \| \| \| \| \| \| \| \| \| \| \| \| \| \| \| \| \| \| \| \| \| \| \| \| \| \| \| \| \| \| 23. Gerberga de Provenza \| \| \| \| \| \| \| \| \| \| \| \| \| \| \| \| \| \| \| \| \| \| \| \| \| \| \| \| \| \| \| \| \| \| \| \| \| \| \| \| \| \| \| \| \| \| \| \| \| \| \| \| \| \| 1. Alfonso IX de León \| \| \| \| \| \| \| \| \| \| \| \| \| \| \| \| \| \| \| \| \| \| \| \| \| \| \| \| \| \| \| \| \| \| \| \| \| \| \| \| \| \| \| \| \| \| \| \| \| \| \| \| \| \| 24. Enrique de Borgoña \| \| \| \| \| \| \| \| \| \| \| \| \| \| \| \| \| \| \| \| \| \| \| \| \| \| \| \| \| \| \| \| \| \| \| \| \| \| \| \| \| \| \| \| \| \| \| \| \| \| \| \| \| \| 12. Enrique de Borgoña \| \| \| \| \| \| \| \| \| \| \| \| \| \| \| \| \| \| \| \| \| \| \| \| \| \| \| \| \| \| \| \| \| \| \| \| \| \| \| \| \| \| \| \| \| \| \| \| \| \| \| \| \| \| 25. \| \| \| \| \| \| \| \| \| \| \| \| \| \| \| \| \| \| \| \| \| \| \| \| \| \| \| \| \| \| \| \| \| \| \| \| \| \| \| \| \| \| \| \| \| \| \| \| \| \| \| \| \| \| 6. Alfonso I Enríquez \| \| \| \| \| \| \| \| \| \| \| \| \| \| \| \| \| \| \| \| \| \| \| \| \| \| \| \| \| \| \| \| \| \| \| \| \| \| \| \| \| \| \| \| \| \| \| \| \| \| \| \| \| \| 26. Alfonso VI de León(=18) \| \| \| \| \| \| \| \| \| \| \| \| \| \| \| \| \| \| \| \| \| \| \| \| \| \| \| \| \| \| \| \| \| \| \| \| \| \| \| \| \| \| \| \| \| \| \| \| \| \| \| \| \| \| 13. Teresa de León \| \| \| \| \| \| \| \| \| \| \| \| \| \| \| \| \| \| \| \| \| \| \| \| \| \| \| \| \| \| \| \| \| \| \| \| \| \| \| \| \| \| \| \| \| \| \| \| \| \| \| \| \| \| 27. Jimena Muñoz \| \| \| \| \| \| \| \| \| \| \| \| \| \| \| \| \| \| \| \| \| \| \| \| \| \| \| \| \| \| \| \| \| \| \| \| \| \| \| \| \| \| \| \| \| \| \| \| \| \| \| \| \| \| 3. Urraca de Portugal \| \| \| \| \| \| \| \| \| \| \| \| \| \| \| \| \| \| \| \| \| \| \| \| \| \| \| \| \| \| \| \| \| \| \| \| \| \| \| \| \| \| \| \| \| \| \| \| \| \| \| \| \| \| 28. Humberto II de Saboya \| \| \| \| \| \| \| \| \| \| \| \| \| \| \| \| \| \| \| \| \| \| \| \| \| \| \| \| \| \| \| \| \| \| \| \| \| \| \| \| \| \| \| \| \| \| \| \| \| \| \| \| \| \| 14. Amadeo III de Saboya \| \| \| \| \| \| \| \| \| \| \| \| \| \| \| \| \| \| \| \| \| \| \| \| \| \| \| \| \| \| \| \| \| \| \| \| \| \| \| \| \| \| \| \| \| \| \| \| \| \| \| \| \| \| 29. Gisela de Borgoña \| \| \| \| \| \| \| \| \| \| \| \| \| \| \| \| \| \| \| \| \| \| \| \| \| \| \| \| \| \| \| \| \| \| \| \| \| \| \| \| \| \| \| \| \| \| \| \| \| \| \| \| \| \| 7. Mafalda de Saboya \| \| \| \| \| \| \| \| \| \| \| \| \| \| \| \| \| \| \| \| \| \| \| \| \| \| \| \| \| \| \| \| \| \| \| \| \| \| \| \| \| \| \| \| \| \| \| \| \| \| \| \| \| \| 30. Guigón III de Albon \| \| \| \| \| \| \| \| \| \| \| \| \| \| \| \| \| \| \| \| \| \| \| \| \| \| \| \| \| \| \| \| \| \| \| \| \| \| \| \| \| \| \| \| \| \| \| \| \| \| \| \| \| \| 15. Matilde de Albon \| \| \| \| \| \| \| \| \| \| \| \| \| \| \| \| \| \| \| \| \| \| \| \| \| \| \| \| \| \| \| \| \| \| \| \| \| \| \| \| \| \| \| \| \| \| \| \| \| \| \| \| \| \| 31. Matilda \| \| \| \| \| \| \| \| \| \| \| \| \| \| \| \| \| \| \| \| \| \| \| \| \| \| \| \| \| \| \| \| \| \| \| \| \| \| \| \| \| \| \| \| \| \| \| \| \| \| \| \| |                                      |  |  |  |  |  |  |  |  |  |  |  |  |  |  |  |
| |                                      |  |  |  |  |  |  |  |  |  |  |  |  |  |  |  |
| | 16. Guillermo I de Borgoña           |  |  |  |  |  |  |  |  |  |  |  |  |  |  |  |
| |                                      |  |  |  |  |  |  |  |  |  |  |  |  |  |  |  |
| |                                      |  |  |  |  |  |  |  |  |  |  |  |  |  |  |  |
| | 8. Raimundo de Borgoña               |  |  |  |  |  |  |  |  |  |  |  |  |  |  |  |
| |                                      |  |  |  |  |  |  |  |  |  |  |  |  |  |  |  |
| |                                      |  |  |  |  |  |  |  |  |  |  |  |  |  |  |  |
| | 17. Estefanía de Borgoña             |  |  |  |  |  |  |  |  |  |  |  |  |  |  |  |
| |                                      |  |  |  |  |  |  |  |  |  |  |  |  |  |  |  |
| |                                      |  |  |  |  |  |  |  |  |  |  |  |  |  |  |  |
| | 4. Alfonso VII de León               |  |  |  |  |  |  |  |  |  |  |  |  |  |  |  |
| |                                      |  |  |  |  |  |  |  |  |  |  |  |  |  |  |  |
| |                                      |  |  |  |  |  |  |  |  |  |  |  |  |  |  |  |
| | 18. Alfonso VI de León               |  |  |  |  |  |  |  |  |  |  |  |  |  |  |  |
| |                                      |  |  |  |  |  |  |  |  |  |  |  |  |  |  |  |
| |                                      |  |  |  |  |  |  |  |  |  |  |  |  |  |  |  |
| | 9. Urraca I de León                  |  |  |  |  |  |  |  |  |  |  |  |  |  |  |  |
| |                                      |  |  |  |  |  |  |  |  |  |  |  |  |  |  |  |
| |                                      |  |  |  |  |  |  |  |  |  |  |  |  |  |  |  |
| | 19. Constanza de Borgoña             |  |  |  |  |  |  |  |  |  |  |  |  |  |  |  |
| |                                      |  |  |  |  |  |  |  |  |  |  |  |  |  |  |  |
| |                                      |  |  |  |  |  |  |  |  |  |  |  |  |  |  |  |
| | 2. Fernando II de León               |  |  |  |  |  |  |  |  |  |  |  |  |  |  |  |
| |                                      |  |  |  |  |  |  |  |  |  |  |  |  |  |  |  |
| |                                      |  |  |  |  |  |  |  |  |  |  |  |  |  |  |  |
| | 20. Ramón Berenguer II de Barcelona  |  |  |  |  |  |  |  |  |  |  |  |  |  |  |  |
| |                                      |  |  |  |  |  |  |  |  |  |  |  |  |  |  |  |
| |                                      |  |  |  |  |  |  |  |  |  |  |  |  |  |  |  |
| | 10. Ramón Berenguer III de Barcelona |  |  |  |  |  |  |  |  |  |  |  |  |  |  |  |
| |                                      |  |  |  |  |  |  |  |  |  |  |  |  |  |  |  |
| |                                      |  |  |  |  |  |  |  |  |  |  |  |  |  |  |  |
| | 21. Mafalda de Apulia                |  |  |  |  |  |  |  |  |  |  |  |  |  |  |  |
| |                                      |  |  |  |  |  |  |  |  |  |  |  |  |  |  |  |
| |                                      |  |  |  |  |  |  |  |  |  |  |  |  |  |  |  |
| | 5. Berenguela de Barcelona           |  |  |  |  |  |  |  |  |  |  |  |  |  |  |  |
| |                                      |  |  |  |  |  |  |  |  |  |  |  |  |  |  |  |
| |                                      |  |  |  |  |  |  |  |  |  |  |  |  |  |  |  |
| | 22. Gilberto I de Gévaudan           |  |  |  |  |  |  |  |  |  |  |  |  |  |  |  |
| |                                      |  |  |  |  |  |  |  |  |  |  |  |  |  |  |  |
| |                                      |  |  |  |  |  |  |  |  |  |  |  |  |  |  |  |
| | 11. Dulce de Provenza                |  |  |  |  |  |  |  |  |  |  |  |  |  |  |  |
| |                                      |  |  |  |  |  |  |  |  |  |  |  |  |  |  |  |
| |                                      |  |  |  |  |  |  |  |  |  |  |  |  |  |  |  |
| | 23. Gerberga de Provenza             |  |  |  |  |  |  |  |  |  |  |  |  |  |  |  |
| |                                      |  |  |  |  |  |  |  |  |  |  |  |  |  |  |  |
| |                                      |  |  |  |  |  |  |  |  |  |  |  |  |  |  |  |
| | 1. Alfonso IX de León                |  |  |  |  |  |  |  |  |  |  |  |  |  |  |  |
| |                                      |  |  |  |  |  |  |  |  |  |  |  |  |  |  |  |
| |                                      |  |  |  |  |  |  |  |  |  |  |  |  |  |  |  |
| | 24. Enrique de Borgoña               |  |  |  |  |  |  |  |  |  |  |  |  |  |  |  |
| |                                      |  |  |  |  |  |  |  |  |  |  |  |  |  |  |  |
| |                                      |  |  |  |  |  |  |  |  |  |  |  |  |  |  |  |
| | 12. Enrique de Borgoña               |  |  |  |  |  |  |  |  |  |  |  |  |  |  |  |
| |                                      |  |  |  |  |  |  |  |  |  |  |  |  |  |  |  |
| |                                      |  |  |  |  |  |  |  |  |  |  |  |  |  |  |  |
| | 25.                                  |  |  |  |  |  |  |  |  |  |  |  |  |  |  |  |
| |                                      |  |  |  |  |  |  |  |  |  |  |  |  |  |  |  |
| |                                      |  |  |  |  |  |  |  |  |  |  |  |  |  |  |  |
| | 6. Alfonso I Enríquez                |  |  |  |  |  |  |  |  |  |  |  |  |  |  |  |
| |                                      |  |  |  |  |  |  |  |  |  |  |  |  |  |  |  |
| |                                      |  |  |  |  |  |  |  |  |  |  |  |  |  |  |  |
| | 26. Alfonso VI de León(=18)          |  |  |  |  |  |  |  |  |  |  |  |  |  |  |  |
| |                                      |  |  |  |  |  |  |  |  |  |  |  |  |  |  |  |
| |                                      |  |  |  |  |  |  |  |  |  |  |  |  |  |  |  |
| | 13. Teresa de León                   |  |  |  |  |  |  |  |  |  |  |  |  |  |  |  |
| |                                      |  |  |  |  |  |  |  |  |  |  |  |  |  |  |  |
| |                                      |  |  |  |  |  |  |  |  |  |  |  |  |  |  |  |
| | 27. Jimena Muñoz                     |  |  |  |  |  |  |  |  |  |  |  |  |  |  |  |
| |                                      |  |  |  |  |  |  |  |  |  |  |  |  |  |  |  |
| |                                      |  |  |  |  |  |  |  |  |  |  |  |  |  |  |  |
| | 3. Urraca de Portugal                |  |  |  |  |  |  |  |  |  |  |  |  |  |  |  |
| |                                      |  |  |  |  |  |  |  |  |  |  |  |  |  |  |  |
| |                                      |  |  |  |  |  |  |  |  |  |  |  |  |  |  |  |
| | 28. Humberto II de Saboya            |  |  |  |  |  |  |  |  |  |  |  |  |  |  |  |
| |                                      |  |  |  |  |  |  |  |  |  |  |  |  |  |  |  |
| |                                      |  |  |  |  |  |  |  |  |  |  |  |  |  |  |  |
| | 14. Amadeo III de Saboya             |  |  |  |  |  |  |  |  |  |  |  |  |  |  |  |
| |                                      |  |  |  |  |  |  |  |  |  |  |  |  |  |  |  |
| |                                      |  |  |  |  |  |  |  |  |  |  |  |  |  |  |  |
| | 29. Gisela de Borgoña                |  |  |  |  |  |  |  |  |  |  |  |  |  |  |  |
| |                                      |  |  |  |  |  |  |  |  |  |  |  |  |  |  |  |
| |                                      |  |  |  |  |  |  |  |  |  |  |  |  |  |  |  |
| | 7. Mafalda de Saboya                 |  |  |  |  |  |  |  |  |  |  |  |  |  |  |  |
| |                                      |  |  |  |  |  |  |  |  |  |  |  |  |  |  |  |
| |                                      |  |  |  |  |  |  |  |  |  |  |  |  |  |  |  |
| | 30. Guigón III de Albon              |  |  |  |  |  |  |  |  |  |  |  |  |  |  |  |
| |                                      |  |  |  |  |  |  |  |  |  |  |  |  |  |  |  |
| |                                      |  |  |  |  |  |  |  |  |  |  |  |  |  |  |  |
| | 15. Matilde de Albon                 |  |  |  |  |  |  |  |  |  |  |  |  |  |  |  |
| |                                      |  |  |  |  |  |  |  |  |  |  |  |  |  |  |  |
| |                                      |  |  |  |  |  |  |  |  |  |  |  |  |  |  |  |
| | 31. Matilda                          |  |  |  |  |  |  |  |  |  |  |  |  |  |  |  |
| |                                      |  |  |  |  |  |  |  |  |  |  |  |  |  |  |  |
| |                                      |  |  |  |  |  |  |  |  |  |  |  |  |  |  |  |

| Predecesor: Fernando II | Rey de León 1188-1230 | Sucesor: Fernando III |